# Livestrong
Livestrong е името на жълта гривна и фондацията на колоездача Ланс Армстронг за борба срещу рака. Самият Армстронг е един от малкото победили болестта.
Парите от всяка закупена гривна се даряват за борбата с рака. Гривните се продават по интернет в пакети от 10, 100 и 1200, но най-често се закупуват от магазините на Nike. Цената на една бройка е 1 долар.
Гривните стават екстремно популярни през лятото на 2004 в САЩ. По-късно се разпространяват навсякъде по света. Най-често те се носят от спортисти и хора имали досег с рака.
През лятото на 2005 и 2006 стават моден аксесоар навсякъде по света.

## Злоупотреби
Поради огромната популярност започват да се появяват фалшификати повечето от които произведени в Китай. На тях също пише Livestrong, но парите получени за гривната не отиват за благотворителност.
Появяват се и други силиконови гривни, на които пише всякакви други неща и са в различни цветове. При тях не може да се говори за фалшифициране понеже не наподобяват истинските Livestrong.